# David Verney
Leopold David Verney (né le 14 septembre 1938) est membre britannique de la Chambre des lords.

## Jeunesse
Leopold David Verney est né le 14 septembre 1938. Fils unique de John Verney (20e baron Willoughby de Broke) et Rachel Wrey. Il fait ses études au Rosey en Suisse et au New College d'Oxford où il étudie les langues modernes (BA, puis Oxbridge MA).

## Carrière
Il hérite du titre de son père en 1986 et est l'un des 90 pairs héréditaires élus pour rester à la Chambre des Lords après l'adoption de la House of Lords Act 1999. Élu à l'origine comme pair conservateur, il fait défection au Parti pour l'indépendance du Royaume-Uni (UKIP) en janvier 2007, faisant de lui l'un des quatre représentant de l'UKIP à Westminster. Il quitte la Chambre des lords le 9 juillet 2024.
Depuis 1992, il est président de la St Martin's Theatre Company Ltd.  - le bâtiment du St Martin's Theatre ayant été commandé par son grand-père. De 1999 à 2004, il est président du Heart of England Tourist Board.
De 1990 à 2004, Willoughby de Broke est le Patron de l'Association Warwickshire des Clubs Garçons  et depuis 2005 est Président du Warwickshire Hunt. Depuis 2002, il est gouverneur du Royal Shakespeare Theatre et aussi depuis 2002 président de la branche Warwickshire de la Campagne pour la protection de l'Angleterre rurale. Il est membre de la Royal Society of Arts (FRSA) et de la Royal Geographical Society (FRGS).
Le 19 novembre 2009, il introduit le projet de loi de réforme constitutionnelle 2009-10 à la Chambre des lords, avec des clauses abrogeant la loi de 1972 sur les communautés européennes et la loi de 1998 sur les droits de l'homme, afin de réduire les pouvoirs de la Chambre des communes et du gouvernement, réduire les salaires des députés et donner plus de pouvoir aux autorités locales.
Le 29 mai 2012, Willoughby de Broke présente le projet de loi 2012-2013 sur le référendum (Union européenne) à la Chambre des lords, afin de prévoir la tenue d'un référendum sur le maintien de l'adhésion du Royaume-Uni à l'Union européenne, le même jour que la prochaine élection générale,.
Il quitte l'UKIP à l'automne 2018.

## Vie privée
Il épouse Petra Aird, la fille du colonel John Renton Aird, Bart, en 1965. Ils divorcent en 1989 et, en 2003, il se remarie à Alexandra du Luart, fille unique de Adam Butler (homme politique) et petite-fille du vice-premier ministre Rab Butler. Il a deux fils de son premier mariage, Rupert et John Verney, et deux belles-filles.
L'héritier apparent du titre est son fils aîné, Rupert Greville Verney (né en 1966).